# هنري هربرت ستيفنز
هنري هربرت ستيفنز هو سياسي كندي، ولد في 30 ديسمبر 1878 ببرستل في المملكة المتحدة، وتوفي في 14 يونيو 1973 بفانكوفر في كندا. حزبياً، نشط في حزب كندا المحافظ. وقد انتخب عضو مجلس العموم الكندي عن دائرة Kootenay East ‏ (1930 – 1940) وانتخب عضو مجلس العموم الكندي عن دائرة Vancouver Centre (federal electoral district) ‏ (1917 – 1930) وانتخب عضو مجلس العموم الكندي عن دائرة Vancouver City (federal electoral district) ‏ (1911 – 1917).